# Чемпионат Европы по фехтованию 1997
Чемпионат Европы по фехтованию в 1997 году прошёл в Гданьске (Польша). В связи с тем, что с 1992 по 1997 годы на чемпионатах Европы не проводились соревнования в командных первенствах, спортсмены состязались только в личном зачёте. Поединков за третье место в индивидуальном первенстве не проводилось; бронзовые медали получали оба спортсмена, проигравшие полуфинальные бои.

## Общий медальный зачёт
| Место | Страна   | Золото | Серебро | Бронза | Всего |
| ----- | -------- | ------ | ------- | ------ | ----- |
| 1     | Венгрия  | 2      | 1       | 0      | 3     |
| 2     | Румыния  | 1      | 1       | 0      | 2     |
| 3     | Польша   | 1      | 0       | 3      | 4     |
| 4     | Россия   | 1      | 0       | 0      | 1     |
| 5     | Германия | 0      | 1       | 2      | 3     |
| 6     | Эстония  | 0      | 1       | 0      | 1     |
| 6     | Украина  | 0      | 1       | 0      | 1     |
| 7     | Франция  | 0      | 0       | 2      | 2     |
| 8     | Австрия  | 0      | 0       | 1      | 1     |
| 8     | Италия   | 0      | 0       | 1      | 1     |
| 8     | Швеция   | 0      | 0       | 1      | 1     |
| Всего | Всего    | 5      | 5       | 10     | 20    |

## Медалисты

### Мужчины
| Дисциплина               | Золото           | Серебро           | Бронза                           |
| ------------------------ | ---------------- | ----------------- | -------------------------------- |
| Шпага Личное первенство  | Габор Боцко      | Кайдо Кааберма    | Петер Ванки Бартоломей Куровский |
| Рапира Личное первенство | Адам Кжесиньский | Сергей Голубицкий | Михаэль Людвиг Жан-Ноэль Феррари |
| Сабля Личное первенство  | Алексей Фросин   | Андраш Дечи       | Штеффен Визингер Жюльен Пийе     |

### Женщины
| Дисциплина               | Золото        | Серебро         | Бронза                       |
| ------------------------ | ------------- | --------------- | ---------------------------- |
| Шпага Личное первенство  | Ильдико Минца | Катя Насс       | Моника Мачеевская Анна Ферни |
| Рапира Личное первенство | Лаура Бадя    | Роксана Скарлат | Моника Вебер Анна Рыбицкая   |